# Johann Maria Frimont

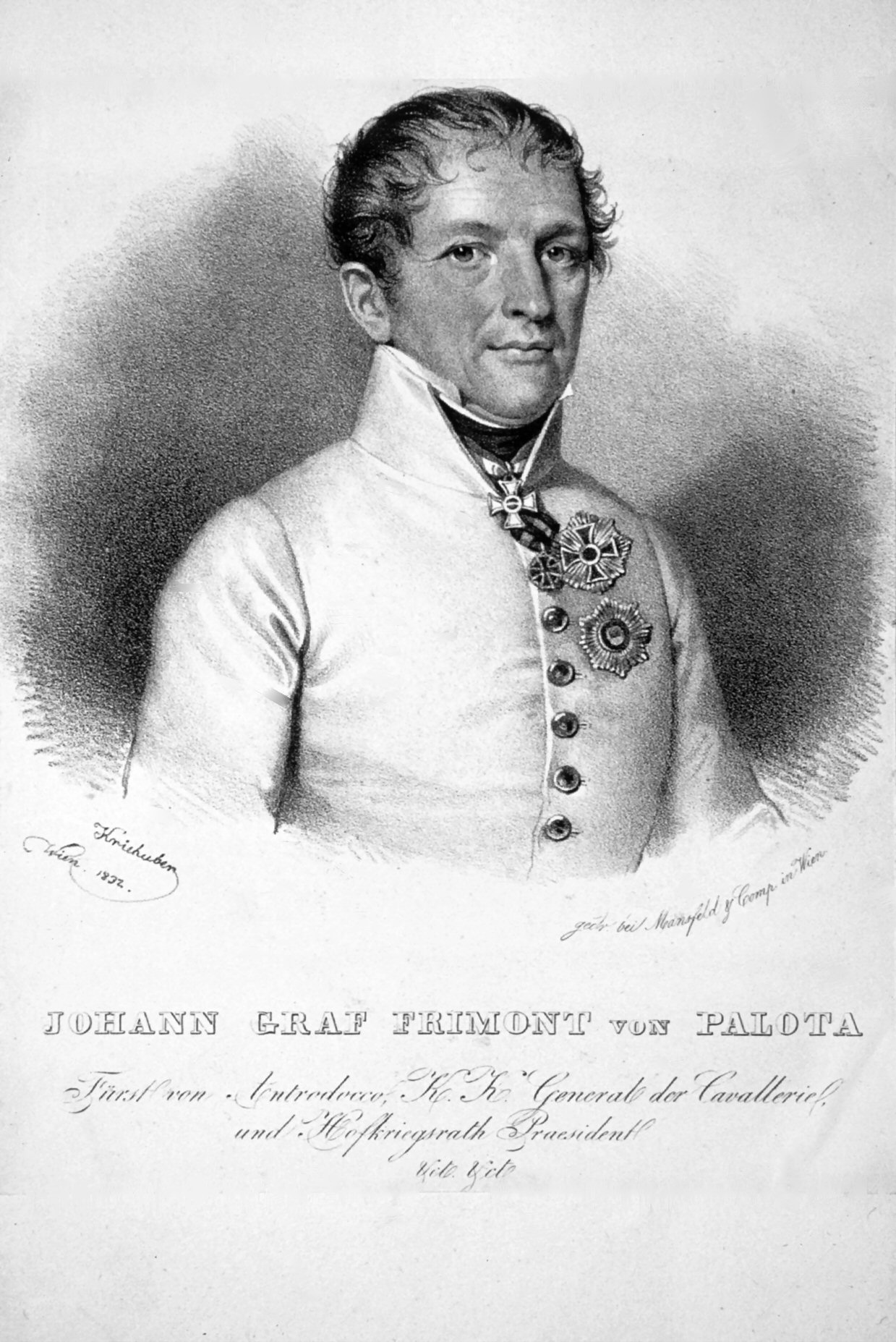
Johann Maria Philipp Frimont, litografi av Josef Kriehuber, 1832.

Johann Maria Philipp Frimont, greve av Palota, furste av Antrodocco, född 3 februari 1759, död 26 december 1831, var en österrikisk militär.
I krigen mot turkarna och fransmännen utmärkte sig Frimont genom djärvhet och beslutsamhet och blev 1813 general vid kavalleriet. 1815 besegrade han som österrikisk överbefälhavare i Italien Joachim Murat och inträngde därifrån i Sydfrankrike, besegrade Louis Gabriel Suchet och besatte Lyon. 1821 slog Frimont ned upproret i Neapel och belönades därför av Ferdinand I av Bägge Sicilierna med furstetiteln. 1831 slog han ned resningen i norra Italien, och blev samma år president i hovkrigsrådet.